# Бейт-Эльазари
Бейт-Эльазари (ивр. בֵּית אֶלְעָזָרִי‎) — мошав в центральной части Израиля. Расположенный в трех милях к югу от города Реховот, он находится под юрисдикцией регионального совета Бреннера. В 2020 году его население составляло 1 568 человек.

## История
Он был основан в 1948 году еврейскими репатриантами из Восточной Европы (из Румынии и Польши), на месте заброшенной арабской деревни Аль-Магар. Первоначально назывался «Аругот» (ивр. ערוגות‎), позже он был переименован в Экрон ха-Хадаша (ивр. עקרון החדשה‎, дословно — «Новый Экрон»), и, наконец, «Бейт-Эльазари» в память об агрономе Ицхаке Эльазари Вулкани, основоположнике современного земледелия в Израиле.
Экономика поселка основана на классическом сельском хозяйстве, которое в основном включает молочные фермы и теплицы, а также ряд малых предприятий.

## Население
По данным Центрального статистического бюро Израиля, население на начало 2020 года составляло 1 568 человек.

## Известные жители
Авраам Зильверберг, депутат Кнессета